# Proacidalia sachalinensis
Proacidalia sachalinensis är en fjärilsart som beskrevs av Matsumura 1911. Proacidalia sachalinensis ingår i släktet Proacidalia och familjen praktfjärilar. Inga underarter finns listade i Catalogue of Life.